# Beach House
Beach House es un dúo de dream pop nacido en 2004 en Baltimore, Estados Unidos, formado por Victoria Legrand y Alex Scally. Su álbum homónimo de debut, Beach House, lanzado en 2006, fue aclamado por la crítica. A este le siguió su segundo álbum, Devotion, en 2008. La banda lanzó su tercer álbum de estudio, Teen Dream, en enero de 2010, que también ha recibido revisiones críticas positivas y éxito comercial.

## Historia

### Formación y primer álbum
La banda se formó en el año 2004, compuesto por Alex Scally en la guitarra y los teclados y la cantante de origen francés Victoria Legrand en la voz y Teclado. Beach House comenzó como un proyecto de grabación empleando fundamentalmente el órgano, tambores programados y guitarra. "Es una manera de retarnos a nosotros mismos: ¿Qué hacer cuando sólo estamos nosotros dos?" Legrand dijo a Pitchfork. Ofreció Scally: "Una de las razones por lo que esto ha sido una experiencia gratificante para mí es que con dos personas es mucho más fácil lograr cosas que se sientan emocionantes y nuevas".
La canción de la banda Apple Orchard se presentó en una compilación en MP3 de Pitchfork Media en agosto de 2006. En octubre de 2006 su álbum homónimo de debut, Beach House se distribuyó por Carpark Records. Fue la número 16 en la clasificación de los mejores álbumes de Pitchfork en 2006.

### Segundo álbum y otros proyectos
Su segundo álbum, Devotion, se lanzó el 26 de febrero de 2008. Fue recibido con similar reconocimiento que el anterior y se incluyó en la lista de mejores álbumes de ese año de Pitchfork.
Beach House también contribuyó con una versión de la canción de "Play The Game" de Queen en iTunes Store para Dark Was The Night, compilación de 2009 de la fundación Red Hot Organization.
En 2009, Legrand participó en los coros de la canción "Two Weeks" de la banda canadiense de indie rock, Grizzly Bear. Más tarde colaboró con la misma banda de nuevo en los coros de "Slow Life", y en la participación de la banda sonora en la película de "The Twilight Saga: New Moon"

### Tercer álbum
Teen Dream, el tercer álbum "dinámico e intenso" del dúo, fue lanzado en Sub Pop Records el 26 de enero de 2010. En el Reino Unido se distribuyó por Bella Unión y en México a través de la casa discográfica Arts & Crafts. Contiene una versión más reciente del tema Used to Be.
Norway se ofreció para su descarga gratuita en el sitio web oficial de la banda el 17 de noviembre de 2009, y fue promocionado en iTunes como el Single Gratuito de la Semana a partir del 12 de enero de 2010.
El álbum fue producido y dirigido por Chris Coady que ha dirigido videos y producciones de bandas como Yeah Yeah Yeahs, TV on the Radio y Grizzly Bear. El álbum fue recibido con críticas positivas de forma unánime y generó para la banda una lista de seguidores importante, con Jay-Z y Beyoncé vistos en los shows de la banda.
Teen Dream, se posicionó como el álbum número 5 en el Top 50 de los álbumes de Pitchfork de 2010.

## Estilo e Influencias
La banda es frecuentemente etiquetada como de "Dream pop" debido a sus ritmos lentos, la atmósfera y las letras. La voz de la cantante Victoria Legrand a menudo ha sido comparada con la voz de la cantante alemana Nico. También ha sido comparada con el vocalista Kendra Smith de la banda de rock psicodélico de los años 80, Opal. El guitarrista Alex Scally toca una Fender Stratocaster.
La banda está influenciada por grupos como Minimum Chips, Galaxie 500, This Mortal Coil, The Zombies, Brian Wilson, Françoise Hardy, Neil Young, Grizzly Bear, Big Star y Chris Bell. Otra influencia más conocida es el grupo de folk Tony, Caro and John, de los cuales volvieron a grabar su sencillo Snowdon Song publicándolo con el nombre Lovelier Girl en su álbum homónimo, sin hacer mención o reconocimiento a la banda original. Aunque meses más tarde se llegó a un acuerdo para explicitar la atribución de dicha canción en el relanzamiento del álbum.

## Discografía

### Álbumes de estudio
- 2006: "Beach House" (Carpark Records)
- 2008: "Devotion" (Carpark Records)
- 2010: "Teen Dream" (Sub Pop)
- 2012: "Bloom" (Sub Pop)
- 2015: "Depression Cherry" (Sub Pop)
- 2015: "Thank Your Lucky Stars" (Sub Pop)
- 2017: ''B-Sides and Rarities'' (Sub Pop)
- 2018:  “7 (Álbum de Beach House)” (Sub Pop)
- 2022: "Once Twice Melody" (Sub Pop)

### EP
- 2010: "Daytrotter Session"
- 2010: "iTunes Session"
- 2010: "Zebra"
- 2023: "Become/EP" (Bella Union)

### Singles
- "Apple Orchard" (2006)
- "Master of None" (2006)
- "Heart of Chambers" (2008)[12]
- "Gila" (2008)
- "You Came to Me" (2008)
- "Used to Be" (2009)
- "Norway" (2010)
- "I Do Not Care For The Winter Sun" (2010)
- "Myth" (2012)
- "Lazuli" (2012)
- "Wild" (2012)
- "Wishes" (2013)
- "Sparks" (2015)
- "Chariot" (2017)
- "Once Twice Melody" (2022)
- "Hurts to Love" (2022)